# Staretina
Staretina är en bergskedja i Bosnien och Hercegovina.   Den ligger i entiteten Federationen Bosnien och Hercegovina, i den västra delen av landet, 140 km väster om huvudstaden Sarajevo.
Staretina sträcker sig 5,7 km i sydostlig-nordvästlig riktning. Den högsta toppen är Veliko Brdo, 1 477 meter över havet.
Topografiskt ingår följande toppar i Staretina:
- Polica
- Šljeme
- Talijanov Vrh
- Veliko Brdo

I omgivningarna runt Staretina växer i huvudsak blandskog. Runt Staretina är det ganska tätbefolkat, med 93 invånare per kvadratkilometer.